# Tatariv
Tatariv (ukrainska Татарів) är en by i Ivano-Frankivsk oblast i västra Ukraina. Tatariv, som för första gången nämns i ett dokument från år 1671, har 1 508 invånare. Där ligger också den närmaste järnvägsstationen till Ukrainas största skidanläggning Bukovel.